# Raspbågmossa
Raspbågmossa (Pseudoleskea patens) är en bladmossart som beskrevs av Kindberg 1894. Raspbågmossa ingår i släktet Pseudoleskea och familjen Leskeaceae. Enligt den finländska rödlistan är arten nationellt utdöd i Finland. Artens livsmiljö är kalkstensklippor och kalkbrott. Inga underarter finns listade i Catalogue of Life.